# Lekchog
Lekchog är även känd som Legqog, är en tibetansk-kinesisk politiker.
Lekchog gick med i Kinas kommunistiska parti 1972. Han var ordförande i den autonoma regionen Tibet åren 1998-2004. Sedan 2003, har han varit ordförande i folkkongressen i den autonoma regionen Tibet samt ordförande i den lokala folkkongressens ständiga utskott.
2002 blev han invald i Centralkommittén i Kinas kommunistiska parti och han betraktas som en av de viktigaste tibetanska makthavarna i Tibet. 2008 blev han invald i Nationella Folkkongressens ständiga utskott och 2010 gick han i pension.